# Raphael Rabello
Rafael Baptista Rabello (Petrópolis, Río de Janeiro,  Brasil; 31 de octubre de 1962- Río de Janeiro; 27 de abril de 1995) fue un virtuoso guitarrista y compositor brasileño. Durante las décadas de 1980 y 1990 fue considerado como uno de los mejores guitarristas acústicos del mundo y tocó con famosos músicos como Tom Jobim, Ney Matogrosso, Paulo Moura y Paco de Lucía.
En 1989 se vio envuelto en un accidente automovilístico que le causó múltiples fracturas. Después de una delicada operación, el músico se recuperó y retomó su carrera. Sin embargo, durante la cirugía, se contagió de VIH mediante una transfusión sanguínea. El 27 de abril de 1995 falleció a causa de una arritmia cardíaca.

## Discografía
- 1982: Rafael Sete Cordas (Polygram)[4]
- 1984: Tributo a Garoto (Barclay), con Radamés Gnattali
- 1987: Interpreta Radamés Gnattali (Visom)
- 1988: Rafael Rabello (Visom)[5]
- 1990: A flor da pele (Polygram/Philips), con Ney Matogrosso[6]
- 1991: Todo sentimento (Columbia), con Elizeth Cardoso[7]
- 1991: Raphael Rabello & Dino 7 Cordas (Caju Music), con Dino 7 Cordas[8]
- 1992: Dois irmãos (Caju Music), con Paulo Moura[9]
- 1992: Todos os tons (RCA)[10]
- 1992: Shades of Rio (Chesky), con Romero Lubambo[11]
- 1993: Delicatesse (RCA), con Déo Rian[12]
- 1994: Relendo Dilermando Reis (RGE)[13]
- 1997: Em concerto (Spotlight), con Armandinho[14]
- 2001: Todas as canções (Acari), con Amélia Rabello[15]
- 2002: Mestre Capiba por Raphael Rabello e Convidados (Acari)[16]
- 2005: Cry my guitar (GSP)[17]